# Ростислав Глебович (князь курский)
Ростислав Глебович (ум. после 1144) — князь Курский. Из рода Ольговичей. Сын курского князя Глеба Ольговича. В 1144 году участвовал в походе на галицкого князя Владимира Володаревича. Сведений о потомстве не сохранилось.